# Mono (группа)
Mono — британский поп-дуэт, прославившийся в конце 90-х годов своей песней «Life in Mono». Часто стиль группы описывается как трип-хоп, основываясь на его схожести с современной электронной музыкой, как и групп Sneaker Pimps и Portishead. В творчестве группы можно часто услышать джазовые инструменты, придающие ей схожесть с музыкой из шпионских фильмов 1960-х годов.

## Дискография
Полная дискография Mono состоит из альбома «Formica Blues», двух релизов сингла «Life in Mono», английских синглов «Silicone», «Slimcea Girl» и «High Life», и песни «Madhouse», выпущенной только в саундтреке к фильму «Психоз».
На их песни было сделано множество ремиксов, такими группами и исполнителями, как Propellerheads, Стюарт Прайс (ранее известный как Les Rythmes Digitales), мистер Скруфф, Мэттью Херберт, Йохан Йоханнссон (под псевдонимом Lhooq) и 187 Lockdown.